# Fürstenberg-Gymnasium Donaueschingen
Das Fürstenberg-Gymnasium Donaueschingen (kurz: FG) wird von 689 Schülerinnen und Schülern besucht, die von 72 Lehrkräften unterrichtet werden. Ihren heutigen Namen erhielt die Schule 1933 und ist nach dem Gründer Fürst Joseph Wenzel zu Fürstenberg benannt.

## Geschichte
Im Jahre 1778 wurde die Schule von Fürst Joseph Wenzel zu Fürstenberg gegründet. Im Gründungsjahr war die Schule mit drei Lehrkräften besetzt.
Im Jahre 1807 wurde die Schule der großherzoglich badischen Regierung unterstellt. Dank der Existenz von Schulfonds konnte 1810 knapp eine Auflösung verhindert werden. 1837 wandelte sich das bislang sechsjährige Gymnasium in ein siebenjähriges um. 1872 wurde die Schule zum Progymnasium umbenannt und 1903 schließlich zum neunjährigen (Voll-)Gymnasium erweitert. 1904 konnte somit der erste Abiturjahrgang seine Reifeprüfung an dieser Schule ablegen. Von Juni 1930 bis zu den Sommerferien 1931 leitete der spätere badische Staatspräsident Leo Wohleb als Direktor die Schule. Seinen heutigen Namen erhielt das Gymnasium 1933. Nach Kriegsende wurde der Unterricht im November 1945 im damaligen Volksschulgebäude mit 40 Schülern wiederaufgenommen. 1970 zog die Schule nun auf Grund stetig wachsender Schülerzahlen ein drittes und letztes Mal an ihren heutigen Standort in der Humboldtstraße um.
Das Gymnasium gehört zu den Schulen in Baden-Württemberg, die das achtjährige Gymnasium (G8) bereits im Schuljahr 2003/2004 eingeführt haben. Im G8 ist die Schulzeit um ein Jahr verkürzt. Im darauf folgenden Schuljahr 2004/2005 wurde dieser Standard auch an den restlichen baden-württembergischen Schulen umgesetzt.
Seit dem Schuljahr 2007/2008 besteht im Rahmen des IZBB-Programms ein ergänzendes offenes Ganztagesangebot aus ca. 25 Arbeitsgemeinschaften, Hausaufgabenbetreuung, Mittagspausensport oder der Arbeit in der Schulbibliothek. Ebenfalls besteht die Möglichkeit für ein warmes Mittagessen in der schuleigenen Mensa.
In den Jahren 2010–2016 wurde das Schulgebäude auf Basis eines von Lehrerkollegium, Schülern und Eltern gemeinsam ausgearbeiteten pädagogischen Konzeptes für 9,6 Millionen Euro umfassend saniert.

## Profile
Das Gymnasium wird als offene Ganztagesschule betrieben und unterrichtet ab Jahrgangsstufe 8 zwei Profile. Ein naturwissenschaftliches Profil mit dem Fach Naturwissenschaft und Technik als neuem Hauptfach und ein sprachliches Profil mit Latein, Französisch oder Spanisch – je nach Sprachenwahl. Die Fremdsprache Griechisch, Erbe der humanistischen Tradition der Schule, ruht seit dem Jahr 2015.

## Schulfahrten

### Schullandheim
Alle Schüler der Klassenstufe 6 fahren zum Ende des Schuljahres für fünf Tage ins Schullandheim. Ziele sind dabei stets die ländlichen Regionen Baden-Württembergs. Neben der Erkundung der Gegend vor Ort stehen bei diesen Fahrten die gezielte Förderung der Klassengemeinschaft und der sozialen Kompetenzen der Schüler im Mittelpunkt.

### Schüleraustausche und landeskundliche Fahrten
Interkulturelles Lernen ist zentraler Bestandteil des Schulcurriculums am Fürstenberg-Gymnasium. Dem tragen wesentlich auch die vielfältigen und z. T. langjährigen internationalen Beziehungen, welche durch die Schule gepflegt werden, Rechnung. Austausche und landeskundlichen Fahrten ermöglichen es, in jene Länder zu reisen, deren Sprachen am Fürstenberg-Gymnasium unterrichtet oder als Arbeitsgemeinschaft angeboten werden, ebenso zeugen sie vom Kontakt mit den Partnerstädten Donaueschingens.
| Land                 | Stadt/Region                   | Partner                           | Bestand seit … | Typ                              | Turnus     | Klasse | Anmerkungen |
| -------------------- | ------------------------------ | --------------------------------- | -------------- | -------------------------------- | ---------- | ------ | --- |
| Frankreich           | Millau/Cevennen                | College Marcel Aymard             | 1974           | Sprache, Kultur                  | jährlich   | 8      | Austausch: Schüler leben in Gastfamilien des Partners |
| USA                  | Rowlett/Texas                  | Rowlett High School               | 2010           | Sprache, Kultur, Projektarbeiten | zweijährig | 10+11  | Austausch: Schüler leben in Gastfamilien des Partners, gemeinsame Arbeit an curricularen Projekten                                                                                                |
| Russische Föderation | Rostov am Don                  | Lyceum Nr. 14                     | 2013           | Projekte, Kultur                 | zweijährig | 10+11  | Austausch: Schüler leben in Gastfamilien des Partners; Schüler aus Russland lernen z. T. Deutsch, im Fokus des Austausches stehen interkulturelle Erfahrungen und gemeinsame curriculare Projekte |
| Spanien              | Alhendin b. Granada/Andalusien | Instituto de Ensenanza Segundaria | 2014           | Sprache, Kultur                  | jährlich   | 10     | Austausch: Schüler leben in Gastfamilien des Partners |
| Japan                | Kaminoyama                     | Stadt Kaminoyama                  | 2000           | Kultur                           | zweijährig | 10–12  | Teil der Städtepartnerschaft, Teilnehmer werden in der Japan-Arbeitsgemeinschaft der Schule vorbereitet, Austausch: Schüler leben in Gastfamilien des Partners                                    |
| Chile                | Vina del Mar                   | Colegio Aleman de Valparaiso      | 2010           | Sprache, Kultur                  | jährlich   | 10+11  | Schüler leben für drei Monate in Gastfamilien, besuchen während Aufenthalt die Schule |
| Großbritannien       | Südengland und London          |                                   | 2006           | Sprache, Kultur                  | jährlich   | 9      | landeskundliche Fahrt, Unterbringung vor Ort in Gastfamilien |
| Italien              | Rom                            |                                   | 2013           | Kultur                           | jährlich   | 8      | landeskundliche Fahrt Latein, Unterbringung in Jugendherbergen |

Seit den 1970er Jahren bestanden teils über lange Zeit weitere Austausche mit Großbritannien (Fochabers/Schottland, Wadebridge, Leominster, Scarborough), Frankreich (Saverne, La Reunion), USA (Troy/NY), Australien und eine Drittortbegegnung mit der Kanadischen Schule in Lahr. Diese Programme wurden allerdings nicht bis heute fortgeführt.

### Studienfahrten
in der Kursstufe (Klassen 11 und 12) werden sowohl fachlich gebundene als auch überfachliche mehrtägige Exkursionen und Studienfahrten durchgeführt (in den letzten Jahren u. a. Bremerhaven, Leipzig, Saarland, London, Ijsselmeer, Barcelona, Kroatien, Rom …).

### Schulpartnerschaft mit Andrapengy (Madagaskar)
Im Zuge der UNICEF-Aktion „Schule für Afrika“ des Jahres 2005 beschloss die SMV des Fürstenberg-Gymnasiums, fortan die Dorfschule in Andrapengy im Nordosten Madagaskars zu unterstützen. Dies erfolgt im Rahmen regelmäßig stattfindender Spendenaktionen wie z. B. dem jährlichen Weihnachtsbazar. Die Schüler in Donaueschingen erfahren im Rahmen dieser Zusammenarbeit mehr über Land und Leute auf Madagaskar und entwickeln Sensibilität für die Umstände, mit denen wenig entwickelte Länder auf dieser Erde konfrontiert werden.

## Projekte

### „Schwächen schwächen“ und Hausaufgabenbetreuung
Bei diesen beiden Projekten handelt sich um schuleigene Konzepte zur Unterstützung der Schüler. Nachdem 2007 bereits mit den ersten Überlegungen für eine Umsetzung begonnen wurde, so konnte damit, von der „Qualitätsoffensive Gymnasium“ des Landes Baden-Württemberg profitierend, im November 2008 begonnen werden. Bei „Schwächen schwächen“ werden durch die Schule leistungsstarke Schüler der Klassen neun bis 13 pädagogisch und fachlich geschult und im Anschluss daran Kleingruppen aus Schülern der darunterliegenden Klassen zugeteilt. Der Kostendeckungsbetrag fällt durch das Prinzip der Kleingruppen geringer aus als bei herkömmlicher Nachhilfe. Bei der Hausaufgabenbetreuung hingegen werden jeweils zwei Schüler-Tutoren (zuständig für Mathematik und Fremdsprachen) einer gesamten Klassenstufe zugewiesen. Zusätzlich besteht die Möglichkeit bei Unklarheiten fachliche Hilfe einzuholen. Bei diesem Konzept entstehen den Schülern dank der Gelder aus der „Qualitätsoffensive Gymnasium“ keinerlei Kosten. Beide Hilfsprogramme sind gezielt auf die Fächer Mathematik, Englisch, Französisch und Latein angesetzt, da sich in diesen Fächern bei der im Schuljahr 2007/2008 durchgeführten Evaluation ein erhöhter Bedarf feststellen ließ und dieser somit als Ansatzpunkt für ein schulweites Hilfsprogramm aufgefasst wurde. Derzeit erfahren die beiden Programme einen Zulauf von rund 120 Schülern der Klassen fünf bis neun.

### Campus FG
Bei dem Projekt Campus FG handelt es sich um eine wissenschaftliche Vortragsreihe, die sowohl die Bereiche der Naturwissenschaften als auch die der Geisteswissenschaften abdeckt. Für die Vorträge, welche im Zwei- bis Dreimonatstakt abgehalten werden, lädt sich die Schule Experten von Universitäten oder aus der Wirtschaft ein. Durch diese Initiative möchte das Fürstenberg-Gymnasium Schülern, Eltern und auch anderen Bürgern aus Donaueschingen und Umland einen kostenfreien und einfachen Zugang zu den jeweiligen Themengebieten verschaffen und versucht hiermit auch den im Leitbild definierten Leitlinien gerecht zu werden.

## Persönlichkeiten
Bis zum Jahr 1928 beruhen die Angaben, falls nicht anders angegeben, auf der Schulchronik von Andreas Hund.

### Ehemalige Schüler
- Joseph von Laßberg (Abschluss um 1785), Germanist und Schriftsteller
- Joseph Lukas Meyer (vor 1791), Benediktiner, Pfarrer, Lehrer und Heimatforscher
- Joseph Rehmann (Abitur um 1795), deutscher Arzt (ab 1814 Leibarzt des Zaren), Pharmazeut und Leiter des Zivilmedizinalwesens in Russland[2]
- Joseph Merk (Abitur um 1795), Rat am Hofgericht in Freiburg und am Innenministerium, badischer Politiker und Historiker[3][4]
- Johann Nepomuk Schelble (1803–1807), Dirigent, Komponist, Sänger und Pädagoge; Gründer des Cäcilienchors in Frankfurt, Pionier der Aufführung von Werken Johann Sebastian Bachs[5]
- Johann Nepomuk Zwerger (Abitur um 1810), deutscher Bildhauer und Hochschullehrer[2]
- Friedrich von Laßberg (Abschluss 1812), Politiker und Rechtshistoriker
- Anton von Stabel (Abitur um 1822), Jurist und badischer Staatsmann, Initiator der badischen Kirchengesetzgebung und der liberalen Gerichtsverfassung[6]
- Ludwig Kirsner (Abitur um 1826), Apotheker und Politiker
- Friedrich Karl I. zu Hohenlohe-Waldenburg-Schillingsfürst (1823–1828), Fürst
- Andreas Willmann (Abschluss um 1835), Jurist, ein Anführer der Badischen Revolution 1848/1849, Wahlkämpfer für Abraham Lincoln und Ulysses S. Grant, Gründer und Vizepräsident der Stadtsparkasse New York[7]
- Karl Roth von Schreckenstein (1835–1838), Archivar und Historiker
- Wilhelm Kalliwoda (Abschluss 1843), Komponist, Musiklehrer und leitender Kapellmeister der Badischen Staatskapelle am Hoftheater in Karlsruhe.[8]
- Julius Diefenbach (1844–1848), Ingenieur, württembergischer Beamter und Mitglied des Reichstages[8][9]
- Gottfried Nägele (vor 1860), Pfarrer und Naturforscher
- Wilhelm Gleichauf (um 1870), liberaler Arbeiterführer und Politiker
- Wilhelm Vittali (um 1875), Architekt des Jugendstils[10]
- Conrad Gröber (1883), Geistlicher, Bischof von Meißen und Erzbischof von Freiburg[11]
- Albert Funk (1987–1905), deutscher Apotheker, Prähistoriker und Heimatforscher[12]
- Emil Ketterer (Abitur 1905), deutscher Arzt, Politiker (NSDAP) und Sportfunktionär
- Paul Revellio (Abitur 1905), Gymnasialprofessor und Heimatforscher sowie Stadtarchivar und Kustos des Stadtarchives Villingen
- Siegfried Czerny (Abitur als Externer 1907), deutscher Maler[13]
- Fitz Kaiser (1907–1909), Landschafts- und Bauernmaler[14][15]
- Richard Moering (Abitur 1912; Pseudonym Peter Gan), Schriftsteller[16]
- Hermann Oskar Biesenberger (Abitur als Externer 1912), deutscher Chefredakteur und Verleger[13][17]
- Gustav Gihr (Abitur 1913), Offizier, zuletzt Generalmajor im Zweiten Weltkrieg
- Lukas Leiber (Abitur 1914), deutscher Forstbeamter[1]
- Felix Wankel (1911–1915), Erfinder des Wankelmotors
- Otto Wacker (Abitur 1917), NS-Erziehungsminister Badens[1]
- Max Rieple (Abitur 1920), Kaufmann in Donaueschingen, Schriftsteller und Übersetzer, Mitbegründer der Donaueschinger Musiktage nach dem Zweiten Weltkrieg[18]
- Wisso Weiß (Abitur 1923), deutscher Papierhistoriker und Wasserzeichenforscher
- Karl Siegfried Bader (Abitur 1924), Rechtshistoriker und Kirchenrechtler
- Karl Holzschuh (Abitur 1928), Amtsgerichtsrat in Darmstadt, erregte weltweit Aufsehen („Schokoladenrichter“) durch wegweisende Urteile im Jugendstrafrecht[19]
- Max Joseph Metzger, Priester des Erzbistums Freiburg, für seine Überzeugungen 1944 hingerichtet
- Hans Eisele (Abitur 1931), SS-Hauptsturmführer und deutscher KZ-Arzt
- Elisabeth Stierle (Abitur 1939), Pädagogin, Stifterin an die Bürgerstiftung Donaueschingen und Namensgeberin des Preises für ausgezeichnete Schulleistungen
- Kurt Leichtweiß (Abitur 1945), Mathematiker, Professor für Differentialgeometrie an der TU Berlin und der Technischen Hochschule Stuttgart[20]
- Robert Lebeck (Abitur 1948), Fotojournalist
- Josef Zähringer (Abitur 1949), Physiker (Kosmochemie)
- Helmut Maurer (1946–1950), Historiker und Archivar
- Peter Stein (1948–1953), Theaterregisseur[21]
- Ludwig Herzog von Württemberg (Abitur 1952)[22]
- Reinhart Keese (Abitur 1953), Professor für organische Chemie an der Universität Bern
- Tilmann Moser (Abitur 1957), Psychoanalytiker und Körperpsychotherapeut
- Christoph Stadel (Abitur 1957), Geograph
- Gerd Spittler (Abitur 1958), Ethnologe
- Walter Dieter Heiss (Abitur 1958), Professor für theoretische Physik an der Universität Stellenbosch
- Konrad Kunze (Abitur 1958), Germanist
- Ludwig Wenzler (Abitur 1958), römisch-katholischer Theologe[23]
- Helmut Willmann (Abitur 1959), Inspekteur des Heeres der deutschen Bundeswehr von 1996 bis 2001.
- Gundolf Fleischer (1953–1954), deutscher Jurist und Politiker.
- Michael Geyer (Abitur 1966), Historiker.
- Constantin von Barloewen (Abitur 1972), Anthropologe und Kulturwissenschaftler.
- Lothar Wölfle (Abitur 1978), Kommunalpolitiker
- Gundolf Köhler (Abitur 1978), Terrorist, Täter des Oktoberfestattentates
- Volker Hess (Abitur 1981), Leiter des Institutes für Geschichte der Medizin und Ethik in der Medizin an der Charité, Historiker an der Humboldt-Universität[24]
- Karin Jacobs, (Abitur 1986), Professorin (Physik kondensierter Materie) an der Universität des Saarlandes
- Alexander Siegmund (Abitur 1987), Professor für Geographische Fachdidaktik an der Pädagogischen Hochschule Heidelberg
- Tilmann Unger (Abitur 1987), Tenor
- Nikolai Reith (Abitur 1988), Politiker (FDP)
- Hansjörg Schmid (Abitur 1991), Professor für interreligiöse Ethik und christlich-muslimische Beziehungen an der Universität Fribourg
- Kiran Klaus Patel (Abitur 1991), deutsch-britischer Historiker
- Ulrike Liebert (Abitur 1995), Richterin am Bundesgerichtshof
- Felix Klaus Maier (Abitur 2001), Althistoriker und Altphilologe

### Ehemalige Schulleiter
- 1819–1823: Joseph Eiselein, deutscher Gelehrter (Hauptwerk: vollständige Ausgabe der Werke Johann Joachim Winckelmanns) und Bibliothekar
- 1838–1848: Karl Alois Fickler, deutscher Pädagoge, Philologe, Historiker und war Verteidiger der Angeklagten der Badischen Revolution
- 1906–1908: Hermann Luckenbach, Gymnasiallehrer, Schulleiter und Altphilologe (zahlreiche Publikationen)
- 1912–1913: Fritz Baumgarten, Gymnasiallehrer, Kunsthistoriker und klassischer Archäologe (Honorarprofessor an der Universität Freiburg)
- 1930–1931: Leo Wohleb, bereits 1913 Lehramtspraktikant als Krankheitsvertretung, von 1947 bis 1952 Staatspräsident des damaligen Landes Baden[25]

### Ehemalige Lehrkräfte
- 1845–1852: Mathias Intlekofer, Gymnasiallehrer, Schulleiter und Politiker (Landtagsabgeordneter Nationalliberale Partei), Protagonist des Altkatholizismus in Baden[26]
- 1848–1857: Christian Theophil Schuch, Philologe und Pädagoge
- 1851–1853: Friedrich Kössing, römisch-katholischer Theologe, Geistlicher und Hochschullehrer
- 1864–1865: Heinrich Hansjakob, Lehramtspraktikant, später Theologe, Historiker, Publizist, Politiker und Schriftsteller[27]
- 1880–1886: Georg Adolf Ausfeld, provisorischer Lehrer und ab 1882 Professor, Gymnasiallehrer und klassischer Philologe
- 1909: Theodor Buri, Lehramtspraktikant, Geologe, Glaziologe und Gymnasialprofessor.
- 1911–1914: Paul Revellio, Lehramtspraktikant, später Gymnasialprofessor am Realgymnasium Villingen, dort auch Stadtarchivar und Kustos der städtischen Sammlungen
- 1912–1914: Karl Person, Lehramtspraktikant, später Gymnasiallehrer und Politiker[28]
- 1919, 1921 und 1927: Heinrich Feuerstein, Stadtpfarrer, Nebenlehrer für Katholische Religion[1]
- 1925–1926: Kurt von Fritz, Lehramtspraktikant als Krankheitsvertretung, klassischer Philologe[29]
- 1961–1968: Adolf J. Schmid, Gymnasiallehrer, Regionalhistoriker
- 1964–1969, 1974–1980: Lothar Käser, Philologe und Professor für Ethnologie
- 1978–1980: Joachim Maier, katholischer Theologe und Hochschullehrer
- 1993–1998: Gabriela Paule, Professorin für Didaktik der deutschen Sprache und Literatur

## Wettbewerbserfolge
- Jugend forscht beim Regional- und beim Landeswettbewerb erste Plätze regelmäßig seit 2006; auf Bundesebene zweiter Platz im Jahr 2008, Sonderpreis im Jahr 2006, Bundessieger 2010. Außerdem ein Sonderpreis der Akademie der Geowissenschaften zu Hannover beim Bundesfinale des Wettbewerbs Jugend forscht für das Projekt Unberechenbares Naturphänomen? – Wellen geophysikalisch untersucht im Fachbereich Geo- und Raumwissenschaft (2006)
- International Conference of Young Scientists Silbermedaille mit geophysikalischen Untersuchungen zu Wellenphänomenen (2006)
- Schülerwettbewerb zur politischen Bildung, jährlich Sach- und Geldpreise seit 2005
- Schülerwettbewerb Die deutschen und ihre Nachbarn im Osten, Sach- und Geldpreise
- Landeswettbewerb Alte Sprachen, erste Preise und vordere Ränge
- 1. Platz in der Leserwertung des Schulwettbewerbs 2016 der Sparkasse Schwarzwald-Baar und Südkurier mit dem Projekt „Schule als Staat“.